# 대한환경공학회
대한환경공학회는 환경공학학문의 발전과, 환경공학기술자의 지위향상, 환경공학기술의 개발 및 지도, 환경보전 대책에 관한 조사연구 및 건의, 회원상호간의 친목 및 협조를 목적으로 한하고 있다. 저널검색과 학회지 검색, 학회 소식을 다루고 있으며, 원문다운로드까지 제공하고 있다. 다른 학회와 동일하게 논문투고, 심사 과정을 담당하고, 관련 학문의 행사를 공개하고 있다. 사무실은 서울특별시 서초구 강남대로 309, 1309호 (서초동, 코리아비지니스센타)에 있다.

## 주요 사업
- 회지 및 환경공학에 관한 기술도서의 출판
- 환경공학기술에 관한 연구발표회, 강연회, 간담회의 개최와 견학, 시찰
- 환경오염방지에 대한 조사연구, 기술개발 및 기술지도
- 환경공학기술에 관한 기준 및 용어제정
- 환경보전에 관한 자문
- 환경오염방지 향상에 공헌한 회원의 표창 및 장학사업
- 국내외 관련 제 학회 및 국제기구와의 교류 및 회의참석
- 기타 본회의 목적달성에 필요한 사항

## 발간물

### 대한환경공학회지
대한환경공학회에서 발간하고 있으며 연간 12회 매월 발간되고 있다. 수질, 대기, 토양지하수, 폐기물, 환경에너지 등 환경공학학문과 기술전반에 관한 내용을 포함하고 있는 전문 학술지이며, 2001넌부터 한국학술진흥재단에 등재되어 있다. ISSN 1225-5025

### 대환환경공학회 학술발표대회 논문집
검색이 가능하고 학술발표대회 초록집으로 년도 별 열람이 가능하지만, 회원가입이 먼저 이루어져야 한다.